# Širvintos upės slėniai II
Širvintos upės slėniai II este o arie protejată (sit de importanță comunitară — SCI) din Lituania întinsă pe o suprafață de 644,69 ha, integral pe uscat.

## Localizare
Centrul sitului Širvintos upės slėniai II este situat la coordonatele 55°02′02″N 24°51′13″E / 55.0339°N 24.8536°E.

## Înființare
Situl Širvintos upės slėniai II a fost declarat sit de importanță comunitară în noiembrie 2022 pentru a proteja un număr necunoscut de specii din flora spontană și fauna sălbatică aflate în arealul zonei.

## Biodiversitate
Situată în ecoregiunea boreală, aria protejată conține 4 habitate naturale: Pajiști fino-scandinave uscate până la mezice, bogate în specii de altitudine mică, Fânețe de joasă altitudine (Alopecurus pratensis, Sanguisorba officinalis), Păduri caducifoliate bătrâne naturale hemiboreale fino-scandinave (Quercus, Tilia, Acer, Fraxinus sau Ulmus) bogate în specii epifite, Păduri pe pante, grohotișuri și ravene de Tilio-Acerion.
La baza desemnării sitului se află un număr nedeclarat de specii protejate.